# Saison 2018 du Minnesota United FC
Maillots
Chronologie
Saison précédente Saison suivante
La saison 2018 du Minnesota United est la deuxième saison en Major League Soccer (D1 nord-américaine) de l'histoire de la franchise. 

## Préparation d'avant-saison
La saison 2018 du Minnesota United débute officiellement le 26 janvier 2018 avec la reprise de l'entraînement au National Sports Center,,.

## Transferts
| Nom                | Nationalité | Poste     | Transfert | Provenance/Destination          | Division             |
| ------------------ | ----------- | --------- | --- | ------------------------------- | -------------------- |
| Arrivées           |             |           | |                                 |                      |
| Harrison Heath     | Angleterre  | Milieu    | Échange contre un choix 4e tour de la SuperDraft 2019                                                                                                   | Atlanta United                  | Major League Soccer  |
| Tyrone Mears       | Angleterre  | Défenseur | MLS Re-Entry Draft 2017 | Atlanta United                  | Major League Soccer  |
| Frantz Pangop      | Cameroun    | Milieu    | Transfert gratuit | Union Douala                    | Elite One            |
| Matt Lampson       | États-Unis  | Gardien   | Échange avec 5e choix de la MLS SuperDraft 2018 contre 15e choix de la SuperDraft 2018, 75 000 $ d'allocation générale et 100 000 $ d'allocation ciblée | Fire de Chicago                 | Major League Soccer  |
| Mason Toye         | États-Unis  | Attaquant | 7e choix de la MLS SuperDraft, | Hoosiers de l'Indiana           | NCAA                 |
| Wyatt Omsberg      | États-Unis  | Défenseur | 15e choix de la MLS SuperDraft (contrat signé le 28/02/18)                                                                                              | Big Green de Dartmouth          | NCAA                 |
| Carter Manley      | États-Unis  | Défenseur | 23e choix de la MLS SuperDraft (contrat signé le 28/02/18)                                                                                              | Blue Devils de Duke             | NCAA                 |
| Bertrand Owundi    | Cameroun    | Défenseur | Transfert gratuit | Astres FC                       | Elite One            |
| Luiz Fernando      | Brésil      | Milieu    | Prêt | Fluminense FC                   | Série A              |
| Darwin Quintero    | Colombie    | Attaquant | Transfert | Club América                    | Liga MX              |
| Alexi Gómez        | Pérou       | Milieu    | Prêt | Universitario de Deportes       | Descentralizado      |
| Eric Miller        | États-Unis  | Défenseur | Échange contre une place de joueur étranger et Sam Nicholson                                                                                            | Rapids du Colorado              | Major League Soccer  |
| Romario Ibarra     | Équateur    | Milieu    | Transfert | Universidad Católica            | Serie A              |
| Ángelo Rodríguez   | Colombie    | Attaquant | Transfert | Deportes Tolima                 | Primera A            |
| Fernando Bob       | Brésil      | Milieu    | Transfert gratuit | SC Internacional                | Série A              |
| Départs            |             |           | |                                 |                      |
| Justin Davis       | États-Unis  | Défenseur | Option non activée, | Nashville SC                    | United Soccer League |
| Jermaine Taylor    | Jamaïque    | Défenseur | Option non activée, |                                 |                      |
| Joseph Greenspan   | États-Unis  | Défenseur | Option non activée, | Riverhounds de Pittsburgh       | United Soccer League |
| Ismaila Jome       | Gambie      | Milieu    | Option non activée, | Nashville SC                    | United Soccer League |
| Kevin Venegas      | États-Unis  | Défenseur | Option non activée, | Eleven d'Indy                   | United Soccer League |
| Bernardo Añor      | Venezuela   | Milieu    | Option non activée, | Caracas FC                      | Primera División     |
| Thomas de Villardi | France      | Défenseur | Option non activée, |                                 |                      |
| Patrick McLain     | États-Unis  | Gardien   | Fin de contrat | Fire de Chicago                 | Major League Soccer  |
| Brandon Allen      | États-Unis  | Attaquant | Retour de prêt, | Red Bulls de New York           | Major League Soccer  |
| Johan Venegas      | Costa Rica  | Milieu    | Prêt | Deportivo Saprissa              | Primera División     |
| Vadim Demidov      | Norvège     | Défenseur | Rupture de contrat | Stabæk Fotball                  | Eliteserien          |
| José Leitón        | Costa Rica  | Milieu    | Retour de prêt | CS Herediano                    | Primera División     |
| Sam Nicholson      | Écosse      | Milieu    | Échange contre Eric Miller et 50 000 $ d'allocation générale                                                                                            | Rapids du Colorado              | Major League Soccer  |
| Christian Ramirez  | États-Unis  | Attaquant | Échange contre 300 000 $ d'allocation ciblée et 500 000 $ d'allocation générale                                                                         | Los Angeles FC                  | Major League Soccer  |
| Mason Toye         | États-Unis  | Attaquant | Prêt | Switchbacks de Colorado Springs | United Soccer League |
| Bertrand Owundi    | Cameroun    | Défenseur | Prêt | Independence de Charlotte       | United Soccer League |
| Tyrone Mears       | Angleterre  | Défenseur | Rupture de contrat | West Bromwich Albion            | Championship         |

## Compétitions
| Major League Soccer                                         | US Open Cup                                         |
| ----------------------------------------------------------- | --------------------------------------------------- |
| Conférence Ouest : Dixième — Total : Dix-huitième 36 points | Huitièmes de finale face au Dynamo de Houston (1-0) |
| 11V 3N 20D                                                  | 0V 1N 1D                                            |
| TOTAL : 11V 4N 21D                                          |                                                     |

### Major League Soccer
| Match 1     | Earthquakes de San José        | 3 - 2   | Minnesota United |                                                                                       |                                                                                       |
| 3 mars 2018 | Hoesen 27e 59e Qazaishvili 28e | (2 - 0) | 81e 85e Molino   | Avaya Stadium, San José, Californie Spectateurs : 18 000 Arbitrage : Baldomero Toledo | Avaya Stadium, San José, Californie Spectateurs : 18 000 Arbitrage : Baldomero Toledo |
| 3 mars 2018 | Rapport                        |         |                  | Avaya Stadium, San José, Californie Spectateurs : 18 000 Arbitrage : Baldomero Toledo | Avaya Stadium, San José, Californie Spectateurs : 18 000 Arbitrage : Baldomero Toledo |

| Match 2      | Orlando City     | 1 - 2   | Minnesota United |                                                                                      |                                                                                      |
| 10 mars 2018 | Yotún 42e (pen.) | (1 - 1) | 12e 79e Finlay   | Orlando City Stadium, Orlando, Floride Spectateurs : 24 038 Arbitrage : Sorin Stoica | Orlando City Stadium, Orlando, Floride Spectateurs : 24 038 Arbitrage : Sorin Stoica |
| 10 mars 2018 | Rapport          |         |                  | Orlando City Stadium, Orlando, Floride Spectateurs : 24 038 Arbitrage : Sorin Stoica | Orlando City Stadium, Orlando, Floride Spectateurs : 24 038 Arbitrage : Sorin Stoica |

| Match 3      | Minnesota United        | 2 - 1   | Fire de Chicago |                                                                                          |                                                                                          |
| 17 mars 2018 | Ibson 55e Nicholson 66e | (0 - 0) | 59e Collier     | TCF Bank Stadium, Minneapolis, Minnesota Spectateurs : 23 138 Arbitrage : Alex Chilowicz | TCF Bank Stadium, Minneapolis, Minnesota Spectateurs : 23 138 Arbitrage : Alex Chilowicz |
| 17 mars 2018 | Rapport                 |         |                 | TCF Bank Stadium, Minneapolis, Minnesota Spectateurs : 23 138 Arbitrage : Alex Chilowicz | TCF Bank Stadium, Minneapolis, Minnesota Spectateurs : 23 138 Arbitrage : Alex Chilowicz |

| Match 4      | Red Bulls de New York            | 3 - 0   | Minnesota United |                                                                                       |                                                                                       |
| 24 mars 2018 | Muyl 15e Wright-Phillips 42e 78e | (2 - 0) |                  | Red Bull Arena, Harrison, New Jersey Spectateurs : 14 768 Arbitrage : Hilario Grajeda | Red Bull Arena, Harrison, New Jersey Spectateurs : 14 768 Arbitrage : Hilario Grajeda |
| 24 mars 2018 | Rapport                          |         |                  | Red Bull Arena, Harrison, New Jersey Spectateurs : 14 768 Arbitrage : Hilario Grajeda | Red Bull Arena, Harrison, New Jersey Spectateurs : 14 768 Arbitrage : Hilario Grajeda |

| Match 5      | Minnesota United | 0 - 1   | Atlanta United |                                                                                       |                                                                                       |
| 31 mars 2018 |                  | (0 - 1) | 3e (csc) Calvo | TCF Bank Stadium, Minneapolis, Minnesota Spectateurs : 18 057 Arbitrage : Chris Penso | TCF Bank Stadium, Minneapolis, Minnesota Spectateurs : 18 057 Arbitrage : Chris Penso |
| 31 mars 2018 | Rapport          |         |                | TCF Bank Stadium, Minneapolis, Minnesota Spectateurs : 18 057 Arbitrage : Chris Penso | TCF Bank Stadium, Minneapolis, Minnesota Spectateurs : 18 057 Arbitrage : Chris Penso |

| Match 6       | Timbers de Portland           | 3 - 2   | Minnesota United               |                                                                                       |                                                                                       |
| 14 avril 2018 | Powell 20e Valeri 23e Adi 74e | (2 - 0) | 64e Quintero 81e (csc) Tuiloma | Providence Park, Portland, Oregon Spectateurs : 21 144 Arbitrage : José Carlos Rivero | Providence Park, Portland, Oregon Spectateurs : 21 144 Arbitrage : José Carlos Rivero |
| 14 avril 2018 | Rapport                       |         |                                | Providence Park, Portland, Oregon Spectateurs : 21 144 Arbitrage : José Carlos Rivero | Providence Park, Portland, Oregon Spectateurs : 21 144 Arbitrage : José Carlos Rivero |

| Match 7       | Sounders de Seattle                | 3 - 1   | Minnesota United |                                                                                            |                                                                                            |
| 22 avril 2018 | Svensson 23e Bruin 25e Delem 90+5e | (2 - 0) | 66e Ramirez      | CenturyLink Field, Seattle, Washington Spectateurs : 39 477 Arbitrage : Armando Villarreal | CenturyLink Field, Seattle, Washington Spectateurs : 39 477 Arbitrage : Armando Villarreal |
| 22 avril 2018 | Rapport                            |         |                  | CenturyLink Field, Seattle, Washington Spectateurs : 39 477 Arbitrage : Armando Villarreal | CenturyLink Field, Seattle, Washington Spectateurs : 39 477 Arbitrage : Armando Villarreal |

| Match 8       | Minnesota United              | 2 - 1   | Dynamo de Houston |                                                                                     |                                                                                     |
| 28 avril 2018 | Quintero 40e (pen.) Ibson 70e | (1 - 1) | 10e Elis          | TCF Bank Stadium, Minneapolis, Minnesota Spectateurs : 21 574 Arbitrage : Ted Unkel | TCF Bank Stadium, Minneapolis, Minnesota Spectateurs : 21 574 Arbitrage : Ted Unkel |
| 28 avril 2018 | Rapport                       |         |                   | TCF Bank Stadium, Minneapolis, Minnesota Spectateurs : 21 574 Arbitrage : Ted Unkel | TCF Bank Stadium, Minneapolis, Minnesota Spectateurs : 21 574 Arbitrage : Ted Unkel |

| Match 9    | Minnesota United | 1 - 0   | Whitecaps de Vancouver |                                                                                        |                                                                                        |
| 5 mai 2018 | M. Ibarra 60e    | (0 - 0) |                        | TCF Bank Stadium, Minneapolis, Minnesota Spectateurs : 19 642 Arbitrage : Nima Saghafi | TCF Bank Stadium, Minneapolis, Minnesota Spectateurs : 19 642 Arbitrage : Nima Saghafi |
| 5 mai 2018 | Rapport          |         |                        | TCF Bank Stadium, Minneapolis, Minnesota Spectateurs : 19 642 Arbitrage : Nima Saghafi | TCF Bank Stadium, Minneapolis, Minnesota Spectateurs : 19 642 Arbitrage : Nima Saghafi |

| Match 10   | Los Angeles FC       | 2 - 0   | Minnesota United | | |
| 9 mai 2018 | Atuesta 31e Kaye 37e | (2 - 0) |                  | Banc of California Stadium, Los Angeles, Californie Spectateurs : 22 000 Arbitrage : Silviu Petrescu | Banc of California Stadium, Los Angeles, Californie Spectateurs : 22 000 Arbitrage : Silviu Petrescu |
| 9 mai 2018 | Rapport              |         |                  | Banc of California Stadium, Los Angeles, Californie Spectateurs : 22 000 Arbitrage : Silviu Petrescu | Banc of California Stadium, Los Angeles, Californie Spectateurs : 22 000 Arbitrage : Silviu Petrescu |

| Match 11    | Minnesota United | 1 - 3   | Earthquakes de San José                              |                                                                                        |                                                                                        |
| 12 mai 2018 | Ramirez 26e      | (1 - 1) | 2e (pen.) Eriksson 69e Hoesen 76e (pen.) Wondolowski | TCF Bank Stadium, Minneapolis, Minnesota Spectateurs : 19 721 Arbitrage : Victor Rivas | TCF Bank Stadium, Minneapolis, Minnesota Spectateurs : 19 721 Arbitrage : Victor Rivas |
| 12 mai 2018 | Rapport          |         |                                                      | TCF Bank Stadium, Minneapolis, Minnesota Spectateurs : 19 721 Arbitrage : Victor Rivas | TCF Bank Stadium, Minneapolis, Minnesota Spectateurs : 19 721 Arbitrage : Victor Rivas |

| Match 12    | Minnesota United | 1 - 1   | Sporting Kansas City |                                                                                        |                                                                                        |
| 20 mai 2018 | Quintero 20e     | (1 - 1) | 8e Shelton           | TCF Bank Stadium, Minneapolis, Minnesota Spectateurs : 23 117 Arbitrage : Jair Marrufo | TCF Bank Stadium, Minneapolis, Minnesota Spectateurs : 23 117 Arbitrage : Jair Marrufo |
| 20 mai 2018 | Rapport          |         |                      | TCF Bank Stadium, Minneapolis, Minnesota Spectateurs : 23 117 Arbitrage : Jair Marrufo | TCF Bank Stadium, Minneapolis, Minnesota Spectateurs : 23 117 Arbitrage : Jair Marrufo |

| Match 13    | Minnesota United          | 2 - 0   | Impact de Montréal |                                                                                      |                                                                                      |
| 26 mai 2018 | Ramirez 52e M. Ibarra 58e | (0 - 0) |                    | TCF Bank Stadium, Minneapolis, Minnesota Spectateurs : 21 331 Arbitrage : Alan Kelly | TCF Bank Stadium, Minneapolis, Minnesota Spectateurs : 21 331 Arbitrage : Alan Kelly |
| 26 mai 2018 | Rapport                   |         |                    | TCF Bank Stadium, Minneapolis, Minnesota Spectateurs : 21 331 Arbitrage : Alan Kelly | TCF Bank Stadium, Minneapolis, Minnesota Spectateurs : 21 331 Arbitrage : Alan Kelly |

| Match 14    | Sporting Kansas City                      | 4 - 1   | Minnesota United |                                                                                          |                                                                                          |
| 3 juin 2018 | Sallói 9e Kuzain 35e Lobato 38e Rubio 81e | (3 - 1) | 12e Mears        | Children's Mercy Park, Kansas City, Kansas Spectateurs : 20 422 Arbitrage : Drew Fischer | Children's Mercy Park, Kansas City, Kansas Spectateurs : 20 422 Arbitrage : Drew Fischer |
| 3 juin 2018 | Rapport                                   |         |                  | Children's Mercy Park, Kansas City, Kansas Spectateurs : 20 422 Arbitrage : Drew Fischer | Children's Mercy Park, Kansas City, Kansas Spectateurs : 20 422 Arbitrage : Drew Fischer |

| Match 15     | Rapids du Colorado                 | 3 - 2   | Minnesota United          | | |
| 23 juin 2018 | Castillo 50e Mason 74e Smith 90+7e | (0 - 1) | 20e M. Ibarra 65e Ramirez | Dick's Sporting Goods Park, Commerce City, Colorado Spectateurs : 13 664 Arbitrage : Hilario Grajeda | Dick's Sporting Goods Park, Commerce City, Colorado Spectateurs : 13 664 Arbitrage : Hilario Grajeda |
| 23 juin 2018 | Rapport                            |         |                           | Dick's Sporting Goods Park, Commerce City, Colorado Spectateurs : 13 664 Arbitrage : Hilario Grajeda | Dick's Sporting Goods Park, Commerce City, Colorado Spectateurs : 13 664 Arbitrage : Hilario Grajeda |

| Match 16     | Minnesota United | 0 - 1   | FC Dallas |                                                                                            |                                                                                            |
| 29 juin 2018 |                  | (0 - 0) | 59e Lamah | TCF Bank Stadium, Minneapolis, Minnesota Spectateurs : 22 345 Arbitrage : Baldomero Toledo | TCF Bank Stadium, Minneapolis, Minnesota Spectateurs : 22 345 Arbitrage : Baldomero Toledo |
| 29 juin 2018 | Rapport          |         |           | TCF Bank Stadium, Minneapolis, Minnesota Spectateurs : 22 345 Arbitrage : Baldomero Toledo | TCF Bank Stadium, Minneapolis, Minnesota Spectateurs : 22 345 Arbitrage : Baldomero Toledo |

| Match 17       | Minnesota United                  | 4 - 3   | Toronto FC                             |                                                                                          |                                                                                          |
| 4 juillet 2018 | Quintero 8e 52e 57e M. Ibarra 13e | (2 - 1) | 42e Morrow 70e Giovinco 90+4e Hamilton | TCF Bank Stadium, Minneapolis, Minnesota Spectateurs : 20 559 Arbitrage : Rubiel Vazquez | TCF Bank Stadium, Minneapolis, Minnesota Spectateurs : 20 559 Arbitrage : Rubiel Vazquez |
| 4 juillet 2018 | Rapport                           |         |                                        | TCF Bank Stadium, Minneapolis, Minnesota Spectateurs : 20 559 Arbitrage : Rubiel Vazquez | TCF Bank Stadium, Minneapolis, Minnesota Spectateurs : 20 559 Arbitrage : Rubiel Vazquez |

| Match 18       | Dynamo de Houston           | 3 - 0   | Minnesota United |                                                                                   |                                                                                   |
| 7 juillet 2018 | Senderos 36e 52e Elis 90+2e | (1 - 0) |                  | BBVA Compass Stadium, Houston, Texas Spectateurs : 13 947 Arbitrage : Kevin Stott | BBVA Compass Stadium, Houston, Texas Spectateurs : 13 947 Arbitrage : Kevin Stott |
| 7 juillet 2018 | Rapport                     |         |                  | BBVA Compass Stadium, Houston, Texas Spectateurs : 13 947 Arbitrage : Kevin Stott | BBVA Compass Stadium, Houston, Texas Spectateurs : 13 947 Arbitrage : Kevin Stott |

| Match 19        | Minnesota United                     | 3 - 2   | Real Salt Lake |                                                                                      |                                                                                      |
| 14 juillet 2018 | Ibson 51e Quintero 62e M. Ibarra 68e | (0 - 0) | 77e 85e Plata  | TCF Bank Stadium, Minneapolis, Minnesota Spectateurs : 23 667 Arbitrage : Alan Kelly | TCF Bank Stadium, Minneapolis, Minnesota Spectateurs : 23 667 Arbitrage : Alan Kelly |
| 14 juillet 2018 | Rapport                              |         |                | TCF Bank Stadium, Minneapolis, Minnesota Spectateurs : 23 667 Arbitrage : Alan Kelly | TCF Bank Stadium, Minneapolis, Minnesota Spectateurs : 23 667 Arbitrage : Alan Kelly |

| Match 20        | Minnesota United          | 2 - 1   | Revolution de la Nouvelle-Angleterre |                                                                                              |                                                                                              |
| 18 juillet 2018 | Ramirez 5e Quintero 45+1e | (2 - 1) | 40e (pen.) Fagúndez                  | TCF Bank Stadium, Minneapolis, Minnesota Spectateurs : 27 544 Arbitrage : José Carlos Rivero | TCF Bank Stadium, Minneapolis, Minnesota Spectateurs : 27 544 Arbitrage : José Carlos Rivero |
| 18 juillet 2018 | Rapport                   |         |                                      | TCF Bank Stadium, Minneapolis, Minnesota Spectateurs : 27 544 Arbitrage : José Carlos Rivero | TCF Bank Stadium, Minneapolis, Minnesota Spectateurs : 27 544 Arbitrage : José Carlos Rivero |

| Match 21        | Minnesota United                                          | 5 - 1   | Los Angeles FC |                                                                                     |                                                                                     |
| 22 juillet 2018 | Schüller 25e Ramirez 45e 58e Quintero 45+1e M. Ibarra 56e | (3 - 1) | 26e Feilhaber  | TCF Bank Stadium, Minneapolis, Minnesota Spectateurs : 22 739 Arbitrage : Ted Unkel | TCF Bank Stadium, Minneapolis, Minnesota Spectateurs : 22 739 Arbitrage : Ted Unkel |
| 22 juillet 2018 | Rapport                                                   |         |                | TCF Bank Stadium, Minneapolis, Minnesota Spectateurs : 22 739 Arbitrage : Ted Unkel | TCF Bank Stadium, Minneapolis, Minnesota Spectateurs : 22 739 Arbitrage : Ted Unkel |

| Match 22        | Whitecaps de Vancouver                 | 4 - 2   | Minnesota United      |                                                                                         |                                                                                         |
| 28 juillet 2018 | Reyna 35e Davies 56e 89e K. Kamara 64e | (1 - 0) | 82e Ibson 87e Danladi | BC Place, Vancouver, Colombie-Britannique Spectateurs : 20 831 Arbitrage : David Gantar | BC Place, Vancouver, Colombie-Britannique Spectateurs : 20 831 Arbitrage : David Gantar |
| 28 juillet 2018 | Rapport                                |         |                       | BC Place, Vancouver, Colombie-Britannique Spectateurs : 20 831 Arbitrage : David Gantar | BC Place, Vancouver, Colombie-Britannique Spectateurs : 20 831 Arbitrage : David Gantar |

| Match 23    | Minnesota United | 1 - 2   | Sounders de Seattle              |                                                                                        |                                                                                        |
| 4 août 2018 | Quintero 19e     | (1 - 0) | 90+1e (pen.) Lodeiro 90+7e Bruin | TCF Bank Stadium, Minneapolis, Minnesota Spectateurs : 24 482 Arbitrage : Drew Fischer | TCF Bank Stadium, Minneapolis, Minnesota Spectateurs : 24 482 Arbitrage : Drew Fischer |
| 4 août 2018 | Rapport          |         |                                  | TCF Bank Stadium, Minneapolis, Minnesota Spectateurs : 24 482 Arbitrage : Drew Fischer | TCF Bank Stadium, Minneapolis, Minnesota Spectateurs : 24 482 Arbitrage : Drew Fischer |

| Match 25     | FC Dallas                | 2 - 0   | Minnesota United |                                                                              |                                                                              |
| 18 août 2018 | Figueroa 44e Barrios 57e | (1 - 0) |                  | Toyota Stadium, Frisco, Texas Spectateurs : 15 107 Arbitrage : Ismail Elfath | Toyota Stadium, Frisco, Texas Spectateurs : 15 107 Arbitrage : Ismail Elfath |
| 18 août 2018 | Rapport                  |         |                  | Toyota Stadium, Frisco, Texas Spectateurs : 15 107 Arbitrage : Ismail Elfath | Toyota Stadium, Frisco, Texas Spectateurs : 15 107 Arbitrage : Ismail Elfath |

| Match 26     | Sporting Kansas City  | 2 - 0   | Minnesota United |                                                                                           |                                                                                           |
| 25 août 2018 | Croizet 47e Rubio 62e | (0 - 0) |                  | Children's Mercy Park, Kansas City, Kansas Spectateurs : 19 345 Arbitrage : Robert Sibiga | Children's Mercy Park, Kansas City, Kansas Spectateurs : 19 345 Arbitrage : Robert Sibiga |
| 25 août 2018 | Rapport               |         |                  | Children's Mercy Park, Kansas City, Kansas Spectateurs : 19 345 Arbitrage : Robert Sibiga | Children's Mercy Park, Kansas City, Kansas Spectateurs : 19 345 Arbitrage : Robert Sibiga |

| Match 27          | D.C. United             | 2 - 1   | Minnesota United |                                                                             |                                                                             |
| 12 septembre 2018 | Segura 65e Mattocks 69e | (0 - 0) | 47e Rodríguez    | Audi Field, Washington, DC Spectateurs : 16 114 Arbitrage : Silviu Petrescu | Audi Field, Washington, DC Spectateurs : 16 114 Arbitrage : Silviu Petrescu |
| 12 septembre 2018 | Rapport                 |         |                  | Audi Field, Washington, DC Spectateurs : 16 114 Arbitrage : Silviu Petrescu | Audi Field, Washington, DC Spectateurs : 16 114 Arbitrage : Silviu Petrescu |

| Match 28          | Real Salt Lake | 1 - 1   | Minnesota United |                                                                             |                                                                             |
| 15 septembre 2018 | Kreilach 11e   | (1 - 0) | 84e M. Ibarra    | Rio Tinto Stadium, Sandy, Utah Spectateurs : 19 785 Arbitrage : Chris Penso | Rio Tinto Stadium, Sandy, Utah Spectateurs : 19 785 Arbitrage : Chris Penso |
| 15 septembre 2018 | Rapport        |         |                  | Rio Tinto Stadium, Sandy, Utah Spectateurs : 19 785 Arbitrage : Chris Penso | Rio Tinto Stadium, Sandy, Utah Spectateurs : 19 785 Arbitrage : Chris Penso |

| Match 29          | Minnesota United             | 3 - 2   | Timbers de Portland   |                                                                                        |                                                                                        |
| 22 septembre 2018 | R. Ibarra 18e 36e Boxall 43e | (3 - 0) | 55e Powell 79e Blanco | TCF Bank Stadium, Minneapolis, Minnesota Spectateurs : 24 525 Arbitrage : David Gantar | TCF Bank Stadium, Minneapolis, Minnesota Spectateurs : 24 525 Arbitrage : David Gantar |
| 22 septembre 2018 | Rapport                      |         |                       | TCF Bank Stadium, Minneapolis, Minnesota Spectateurs : 24 525 Arbitrage : David Gantar | TCF Bank Stadium, Minneapolis, Minnesota Spectateurs : 24 525 Arbitrage : David Gantar |

| Match 30          | Minnesota United  | 2 - 1   | New York City FC |                                                                                              |                                                                                              |
| 29 septembre 2018 | Rodríguez 20e 36e | (2 - 0) | 90+1e Wallace    | TCF Bank Stadium, Minneapolis, Minnesota Spectateurs : 21 926 Arbitrage : José Carlos Rivero | TCF Bank Stadium, Minneapolis, Minnesota Spectateurs : 21 926 Arbitrage : José Carlos Rivero |
| 29 septembre 2018 | Rapport           |         |                  | TCF Bank Stadium, Minneapolis, Minnesota Spectateurs : 21 926 Arbitrage : José Carlos Rivero | TCF Bank Stadium, Minneapolis, Minnesota Spectateurs : 21 926 Arbitrage : José Carlos Rivero |

| Match 31       | Union de Philadelphie                           | 5 - 1   | Minnesota United |                                                                                            |                                                                                            |
| 5 octobre 2018 | Burke 8e Bedoya 17e Picault 23e 44e Ilsinho 79e | (4 - 0) | 54e Quintero     | Talen Energy Stadium, Chester, Pennsylvanie Spectateurs : 16 334 Arbitrage : Allen Chapman | Talen Energy Stadium, Chester, Pennsylvanie Spectateurs : 16 334 Arbitrage : Allen Chapman |
| 5 octobre 2018 | Rapport                                         |         |                  | Talen Energy Stadium, Chester, Pennsylvanie Spectateurs : 16 334 Arbitrage : Allen Chapman | Talen Energy Stadium, Chester, Pennsylvanie Spectateurs : 16 334 Arbitrage : Allen Chapman |

| Match 32        | Minnesota United | 0 - 2   | Rapids du Colorado     |                                                                                          |                                                                                          |
| 13 octobre 2018 |                  | (0 - 0) | 61e Boli 90+7e Jackson | TCF Bank Stadium, Minneapolis, Minnesota Spectateurs : 19 733 Arbitrage : Guido Gonzales | TCF Bank Stadium, Minneapolis, Minnesota Spectateurs : 19 733 Arbitrage : Guido Gonzales |
| 13 octobre 2018 | Rapport          |         |                        | TCF Bank Stadium, Minneapolis, Minnesota Spectateurs : 19 733 Arbitrage : Guido Gonzales | TCF Bank Stadium, Minneapolis, Minnesota Spectateurs : 19 733 Arbitrage : Guido Gonzales |

| Match 33        | Minnesota United | 1 - 3   | Galaxy de Los Angeles                          |                                                                                      |                                                                                      |
| 21 octobre 2018 | Rodríguez 53e    | (0 - 1) | 30e Ibrahimović 50e O. Kamara 51e Alessandrini | TCF Bank Stadium, Minneapolis, Minnesota Spectateurs : 52 242 Arbitrage : Alan Kelly | TCF Bank Stadium, Minneapolis, Minnesota Spectateurs : 52 242 Arbitrage : Alan Kelly |
| 21 octobre 2018 | Rapport          |         |                                                | TCF Bank Stadium, Minneapolis, Minnesota Spectateurs : 52 242 Arbitrage : Alan Kelly | TCF Bank Stadium, Minneapolis, Minnesota Spectateurs : 52 242 Arbitrage : Alan Kelly |

| Match 34        | Crew de Columbus   | 3 - 2   | Minnesota United |                                                                               |                                                                               |
| 28 octobre 2018 | Zardes 11e 49e 83e | (1 - 0) | 68e 77e Calvo    | Mapfre Stadium, Columbus, Ohio Spectateurs : 17 677 Arbitrage : Robert Sibiga | Mapfre Stadium, Columbus, Ohio Spectateurs : 17 677 Arbitrage : Robert Sibiga |
| 28 octobre 2018 | Rapport            |         |                  | Mapfre Stadium, Columbus, Ohio Spectateurs : 17 677 Arbitrage : Robert Sibiga | Mapfre Stadium, Columbus, Ohio Spectateurs : 17 677 Arbitrage : Robert Sibiga |

#### Classement
| Rang | Équipe                  | Pts | J  | G  | N | P  | Bp | Bc | Diff |
| ---- | ----------------------- | --- | -- | -- | - | -- | -- | -- | ---- |
| 7    | Galaxy de Los Angeles   | 48  | 34 | 13 | 9 | 12 | 66 | 64 | +2   |
| 8    | Whitecaps de Vancouver  | 47  | 34 | 13 | 8 | 13 | 54 | 67 | -13  |
| 9    | Dynamo de Houston C     | 38  | 34 | 10 | 8 | 16 | 58 | 58 | 0    |
| 10   | Minnesota United        | 36  | 34 | 11 | 3 | 20 | 49 | 71 | -22  |
| 11   | Rapids du Colorado      | 31  | 34 | 8  | 7 | 19 | 36 | 63 | -27  |
| 12   | Earthquakes de San José | 21  | 34 | 4  | 9 | 21 | 49 | 71 | -22  |

### US Open Cup
| Quatrième tour | FC Cincinnati                    | 0 - 0 (ap) 1 - 3 t. a. b. | Minnesota United                    |                                                                                    |                                                                                    |
| 6 juin 2018    |                                  | (0 - 0, 0 - 0, 0 - 0)     |                                     | Nippert Stadium, Cincinnati, Ohio Spectateurs : 15 486 Arbitrage : Eric Tattersall | Nippert Stadium, Cincinnati, Ohio Spectateurs : 15 486 Arbitrage : Eric Tattersall |
| 6 juin 2018    | Rapport                          |                           |                                     | Nippert Stadium, Cincinnati, Ohio Spectateurs : 15 486 Arbitrage : Eric Tattersall | Nippert Stadium, Cincinnati, Ohio Spectateurs : 15 486 Arbitrage : Eric Tattersall |
| 6 juin 2018    | Walker · Wit · Lahoud · Albadawi | Tirs au but 1 - 3         | Ramirez · Martin · Kallman · Warner | Nippert Stadium, Cincinnati, Ohio Spectateurs : 15 486 Arbitrage : Eric Tattersall | Nippert Stadium, Cincinnati, Ohio Spectateurs : 15 486 Arbitrage : Eric Tattersall |

| Huitièmes de finale | Dynamo de Houston | 1 - 0   | Minnesota United |                                                                                     |                                                                                     |
| 18 juin 2018        | Manotas 47e       | (0 - 0) |                  | BBVA Compass Stadium, Houston, Texas Spectateurs : 1 930 Arbitrage : Guido Gonzalez | BBVA Compass Stadium, Houston, Texas Spectateurs : 1 930 Arbitrage : Guido Gonzalez |
| 18 juin 2018        | Rapport           |         |                  | BBVA Compass Stadium, Houston, Texas Spectateurs : 1 930 Arbitrage : Guido Gonzalez | BBVA Compass Stadium, Houston, Texas Spectateurs : 1 930 Arbitrage : Guido Gonzalez |

## Joueurs et encadrement technique

### Joueurs prêtés
| N° | Nat. | Nom             | Club en prêt                    | Compétition          | Championnat | Championnat | Championnat    | Championnat | Championnat  | Coupes nationales | Coupes nationales | Coupes nationales | Coupes nationales | Coupes nationales | Compétition continentale | Compétition continentale | Compétition continentale | Compétition continentale | Compétition continentale | Total | Total       | Total          | Total  | Total        |
| N° | Nat. | Nom             | Club en prêt                    | Compétition          | MJ          | But inscrit | Passe décisive | Averti      | Carton rouge | MJ                | But inscrit       | Passe décisive    | Averti            | Carton rouge      | MJ                       | But inscrit              | Passe décisive           | Averti                   | Carton rouge             | MJ    | But inscrit | Passe décisive | Averti | Carton rouge |
| -- | ---- | --------------- | ------------------------------- | -------------------- | ----------- | ----------- | -------------- | ----------- | ------------ | ----------------- | ----------------- | ----------------- | ----------------- | ----------------- | ------------------------ | ------------------------ | ------------------------ | ------------------------ | ------------------------ | ----- | ----------- | -------------- | ------ | ------------ |
| 22 |      | Johan Venegas   | Deportivo Saprissa              | Primera División     | 42          | 16          | 1              | 14          | 1            | -                 | -                 | -                 | -                 | -                 | 2                        | 0                        | 0                        | 0                        | 0                        | 44    | 16          | 1              | 14     | 1            |
| 23 |      | Mason Toye      | Switchbacks de Colorado Springs | United Soccer League | 5           | 1           | 0              | 0           | 0            | -                 | -                 | -                 | -                 | -                 | -                        | -                        | -                        | -                        | -                        | 5     | 1           | 0              | 0      | 0            |
| 27 |      | Bertrand Owundi | Independence de Charlotte       | United Soccer League | 5           | 0           | 0              | 1           | 0            | -                 | -                 | -                 | -                 | -                 | -                        | -                        | -                        | -                        | -                        | 5     | 0           | 0              | 1      | 0            |

### Joueurs étrangers
La ligue fournit huit places de joueurs étrangers à chaque équipe. Le 2 mai 2018, le Minnesota United vend leur huitième place aux Rapids du Colorado contre Eric Miller et 50 000 $ d'allocation générale. Le 1er août, le Minnesota United rachète leur huitième place aux Rapids du Colorado contre 50 000 $ d'allocation générale.
| Place | Joueur           | Nationalité      |
| ----- | ---------------- | ---------------- |
| 1     | Fernando Bob     | Brésil           |
| 2     | Michael Boxall   | Nouvelle-Zélande |
| 3     | Alexi Gómez      | Pérou            |
| 4     | Romario Ibarra   | Équateur         |
| 5     | Luiz Fernando    | Brésil           |
| 6     | Frantz Pangop    | Cameroun         |
| 7     | Darwin Quintero  | Colombie         |
| 8     | Ángelo Rodríguez | Colombie         |

## Statistiques

### Statistiques collectives
| Compétition         | Débute au tour | Termine             | Matches joués | Gagnés | Nuls | Perdus | Buts pour | Buts contre | Différence |
| ------------------- | -------------- | ------------------- | ------------- | ------ | ---- | ------ | --------- | ----------- | ---------- |
| Major League Soccer | —              | —                   | 34            | 11     | 3    | 20     | 49        | 71          | -22        |
| US Open Cup         | Quatrième tour | Huitièmes de finale | 2             | 0      | 1    | 1      | 0         | 1           | -1         |
| Total               | —              | —                   | 36            | 11     | 4    | 21     | 49        | 72          | -23        |

### Statistiques individuelles
| Numéro | Nat. | Nom          | Championnat | Championnat | Championnat    | Championnat | Championnat  | US Open Cup | US Open Cup | US Open Cup    | US Open Cup | US Open Cup  | Total | Total       | Total          | Total  | Total        |
| Numéro | Nat. | Nom          | MJ          | But inscrit | Passe décisive | Averti      | Carton rouge | MJ          | But inscrit | Passe décisive | Averti      | Carton rouge | MJ    | But inscrit | Passe décisive | Averti | Carton rouge |
| ------ | ---- | ------------ | ----------- | ----------- | -------------- | ----------- | ------------ | ----------- | ----------- | -------------- | ----------- | ------------ | ----- | ----------- | -------------- | ------ | ------------ |
| 2      |      | Manley       | 8           | 0           | 1              | 0           | 0            | 2           | 0           | 0              | 0           | 0            | 10    | 0           | 1              | 0      | 0            |
| 3      |      | Thiesson     | 14          | 0           | 1              | 0           | 0            | 0           | 0           | 0              | 0           | 0            | 14    | 0           | 1              | 0      | 0            |
| 4      |      | Mears        | 11          | 1           | 0              | 3           | 0            | 2           | 0           | 0              | 0           | 0            | 13    | 1           | 0              | 3      | 0            |
| 5      |      | Calvo        | 26          | 2           | 3              | 9           | 1            | 0           | 0           | 0              | 0           | 0            | 26    | 2           | 3              | 9      | 1            |
| 6      |      | Cronin       | 0           | 0           | 0              | 0           | 0            | 0           | 0           | 0              | 0           | 0            | 0     | 0           | 0              | 0      | 0            |
| 7      |      | Ibson        | 27          | 4           | 3              | 5           | 0            | 0           | 0           | 0              | 0           | 0            | 27    | 4           | 3              | 5      | 0            |
| 8      |      | Burch        | 6           | 0           | 0              | 1           | 0            | 0           | 0           | 0              | 0           | 0            | 6     | 0           | 0              | 1      | 0            |
| 9      |      | Rodríguez    | 11          | 4           | 1              | 1           | 0            | 0           | 0           | 0              | 0           | 0            | 11    | 4           | 1              | 1      | 0            |
| 10     |      | M. Ibarra    | 33          | 7           | 8              | 4           | 1            | 2           | 0           | 0              | 0           | 0            | 35    | 7           | 8              | 4      | 1            |
| 11     |      | R. Ibarra    | 9           | 3           | 0              | 0           | 0            | 0           | 0           | 0              | 0           | 0            | 9     | 3           | 0              | 0      | 0            |
| 12     |      | Bob          | 7           | 0           | 1              | 2           | 1            | 0           | 0           | 0              | 0           | 0            | 7     | 0           | 1              | 2      | 1            |
| 12     |      | Nicholson    | 8           | 1           | 1              | 0           | 0            | 0           | 0           | 0              | 0           | 0            | 8     | 1           | 1              | 0      | 0            |
| 13     |      | Finlay       | 7           | 2           | 1              | 1           | 0            | 0           | 0           | 0              | 0           | 0            | 7     | 2           | 1              | 1      | 0            |
| 14     |      | Kallman      | 24          | 0           | 0              | 0           | 0            | 2           | 0           | 0              | 2           | 0            | 26    | 0           | 0              | 2      | 0            |
| 15     |      | Boxall       | 32          | 2           | 0              | 7           | 0            | 2           | 0           | 0              | 1           | 0            | 34    | 2           | 0              | 8      | 0            |
| 16     |      | Heath        | 4           | 0           | 0              | 2           | 1            | 0           | 0           | 0              | 0           | 0            | 4     | 0           | 0              | 2      | 1            |
| 17     |      | Martin       | 12          | 0           | 1              | 2           | 0            | 2           | 0           | 0              | 0           | 0            | 14    | 0           | 1              | 2      | 0            |
| 18     |      | Molino       | 2           | 2           | 1              | 0           | 0            | 0           | 0           | 0              | 0           | 0            | 2     | 2           | 1              | 0      | 0            |
| 19     |      | Pangop       | 9           | 0           | 0              | 0           | 0            | 2           | 0           | 0              | 0           | 0            | 11    | 0           | 0              | 0      | 0            |
| 20     |      | Schüller     | 31          | 1           | 4              | 5           | 0            | 1           | 0           | 0              | 0           | 0            | 32    | 1           | 4              | 5      | 0            |
| 21     |      | Ramirez      | 20          | 7           | 2              | 0           | 0            | 2           | 0           | 0              | 0           | 0            | 22    | 7           | 2              | 0      | 0            |
| 22     |      | Omsberg      | 7           | 0           | 0              | 1           | 0            | 0           | 0           | 0              | 0           | 0            | 7     | 0           | 0              | 1      | 0            |
| 23     |      | Toye         | 17          | 0           | 1              | 3           | 1            | 1           | 0           | 0              | 0           | 0            | 18    | 0           | 1              | 3      | 1            |
| 24     |      | Kapp         | 0           | 0           | 0              | 0           | 0            | 0           | 0           | 0              | 0           | 0            | 0     | 0           | 0              | 0      | 0            |
| 25     |      | Quintero     | 27          | 11          | 15             | 3           | 0            | 1           | 0           | 0              | 0           | 0            | 28    | 11          | 15             | 3      | 0            |
| 26     |      | Warner       | 17          | 0           | 0              | 6           | 1            | 2           | 0           | 0              | 1           | 0            | 19    | 0           | 0              | 7      | 1            |
| 27     |      | Owundi       | 0           | 0           | 0              | 0           | 0            | 0           | 0           | 0              | 0           | 0            | 0     | 0           | 0              | 0      | 0            |
| 28     |      | Lampson      | 9           | -20         | 0              | 0           | 0            | 0           | 0           | 0              | 0           | 0            | 9     | -20         | 0              | 0      | 0            |
| 30     |      | Miller       | 18          | 0           | 1              | 3           | 0            | 1           | 0           | 0              | 0           | 0            | 19    | 0           | 1              | 3      | 0            |
| 31     |      | L. Fernando  | 11          | 0           | 0              | 6           | 1            | 1           | 0           | 0              | 1           | 0            | 12    | 0           | 0              | 7      | 1            |
| 32     |      | Gómez        | 18          | 0           | 0              | 4           | 0            | 1           | 0           | 0              | 0           | 0            | 19    | 0           | 0              | 4      | 0            |
| 33     |      | Shuttleworth | 25          | -51         | 0              | 3           | 0            | 2           | -1          | 0              | 0           | 0            | 27    | -52         | 0              | 3      | 0            |
| 99     |      | Danladi      | 16          | 1           | 1              | 1           | 0            | 1           | 0           | 0              | 0           | 0            | 17    | 1           | 1              | 1      | 0            |

## Affluence
Affluence du Minnesota United à domicile